# Pavel Svoboda (Politiker, 1962)

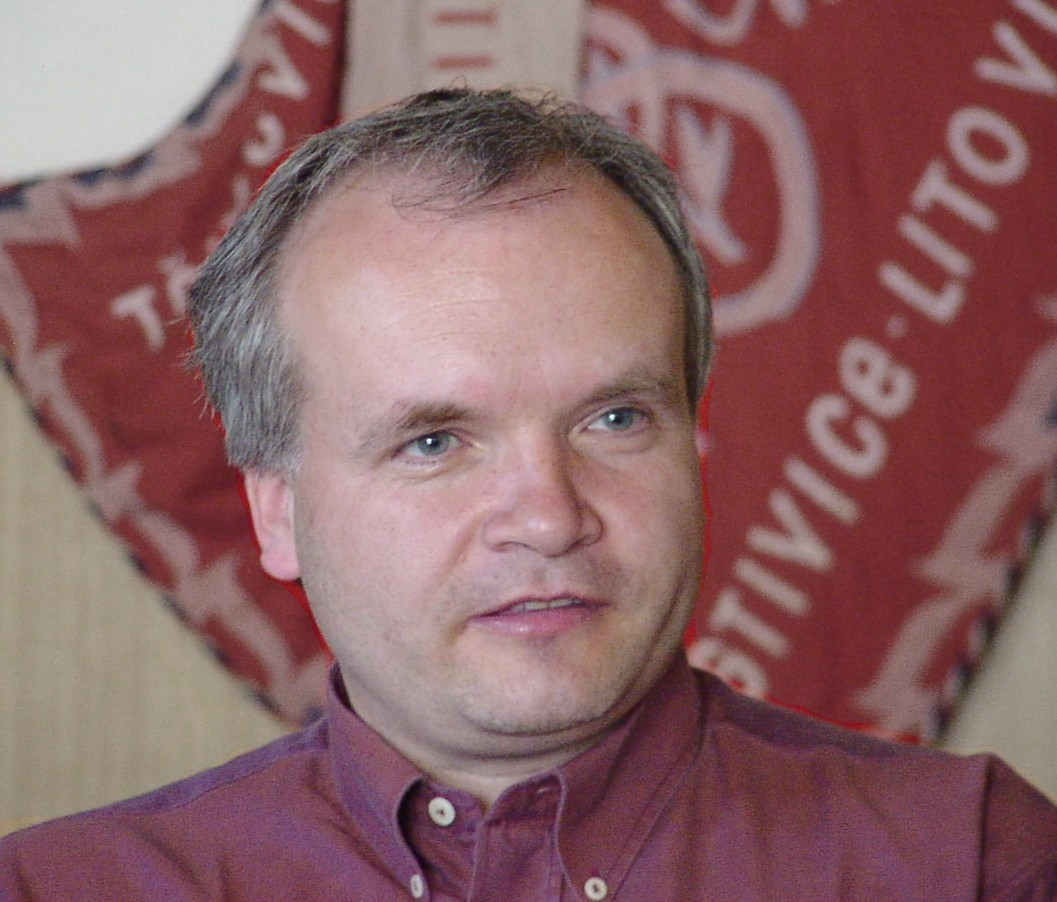
Pavel Svoboda

Pavel Svoboda (* 9. April 1962 in Prag) ist ein tschechischer Politiker der Křesťanská a demokratická unie – Československá strana lidová und Rechtsanwalt.

## Leben
Svoboda studierte Rechtswissenschaften an der Karls-Universität Prag. Svoboda ist seit 2014 Abgeordneter im Europäischen Parlament. Dort ist er Vorsitzender im Rechtsausschuss und Mitglied in der Konferenz der Ausschussvorsitze und in der Delegation für den Parlamentarischen Stabilitäts- und Assoziationsausschuss EU-Montenegro.